# 名和車站 (鳥取縣)
名和車站（日语：／ Nawa eki */?）是一由西日本旅客鐵道（JR西日本）所經營的鐵路車站，位於日本鳥取縣西伯郡大山町，是JR西日本山陰本線沿線一個無人車站。屬於中國統括本部所管轄的範圍。
僅有普通列車停靠的名和在1909年初設時，原本只是個臨時上下車站（名和仮乗降場）。1912年升級為臨時車站（名和仮停車場），僅有特定季節才營業。至於正式的車站資格，則是到1955年時才升級。
名和車站有個較為特殊的站房構造，其無人管理的站房本身是與當地的一間居酒屋連在一起，另一頭則緊鄰車站站內唯一的一座側式月台。

## 車站結構
米子方向左側的側式月台1面1線的地面車站（停留所）。

## 相鄰車站
西日本旅客鐵道
 山陰本線
御來屋－名和－大山口